# Supercoupe du Danemark de football
La Supercoupe du Danemark de football est une ancienne compétition de football créée en 1994 et disparue en 2004. Elle opposait le champion du Danemark au vainqueur de la coupe du Danemark. 

## Palmarès
| Année | Vainqueur     | Score        | Finaliste    |
| 1994  | Brøndby IF    | 4 - 0        | Silkeborg IF |
| 1995  | FC Copenhague | 2 - 1        | AaB Ålborg   |
| 1996  | Brøndby IF    | 4 - 0        | AGF Århus    |
| 1997  | Brøndby IF    | 2 - 0        | Silkeborg IF |
| 1998  | non disputée  | non disputée | non disputée |
| 1999  | AB Copenhague | 2 - 2        | AaB Ålborg   |
| 2000  | Viborg FF     | 1 - 1        | Herfølge BK  |
| 2001  | FC Copenhague | 2 - 0        | Silkeborg IF |
| 2002  | Brøndby IF    | 1 - 0        | OB Odense    |
| 2003  | non disputée  | non disputée | non disputée |
| 2004  | FC Copenhague | 2 - 1        | AaB Ålborg   |

## Bilan par club
| Club          | Nombre de titres | Années                 |
| Brøndby IF    | 4                | 1994, 1996, 1997, 2002 |
| FC Copenhague | 3                | 1995, 2001, 2004       |
| AB Copenhague | 1                | 1999                   |
| Viborg FF     | 1                | 2000                   |

## Source
- RSSSF